# Marcus Fabius Ambustus (Konsul 360 v. Chr.)
Marcus Fabius Ambustus entstammte dem römischen Adelsgeschlecht der Fabier und wurde dreimal Konsul (360, 356 und 354 v. Chr.).

## Leben
Marcus Fabius Ambustus war der Sohn des Konsulartribunen von 406 v. Chr., Numerius Fabius Ambustus.
Zum ersten Mal war Fabius 360 v. Chr. zusammen mit Gaius Poetelius Libo Visolus Konsul und führte einen erfolgreich Feldzug gegen die Herniker, die er in einigen kleinen und einem bedeutenderen Gefecht besiegte. Zur Belohnung wurde ihm die Abhaltung einer Ovatio gestattet.
356 v. Chr. wurde Fabius zum zweiten Mal zum Konsul gewählt. Er bekriegte laut dem frühkaiserzeitlichen Geschichtsschreiber Titus Livius die Falisker und Tarquinienser, die zuerst durch eine furchterregende Ausstattung ihrer Priester die römischen Truppen schockierten; doch sammelten sich diese durch anspornende Worte ihres Feldherrn Fabius wieder und vertrieben die Feinde. Dieser Sieg dürfte von späten Annalisten, auf die sich Livius stützt, gefälscht worden sein, da nachher sofort alle Etrusker erfolgreich gegen römische Stellungen vordrangen – ein Faktum, das der glaubwürdigere Diodor bestätigt –, so dass die Wahl eines Diktators notwendig wurde und Fabius bis zum Ende seiner Amtszeit den Krieg weiterführen musste.
Über die Konsulwahlen zum nächsten Jahr 355 v. Chr. berichtet Livius, dass der römische Adel entgegen den Licinisch-Sextischen Gesetze zwei Patriziern zum höchsten Staatsamt verhelfen wollte und daher dem Diktator und dem Amtskollegen des Fabius, die beide Plebejer waren, die Abhaltung der Wahlen verweigerte, so dass (insgesamt angeblich acht!) Interreges einspringen mussten. Das erste und das letzte Paar dieser Interreges soll jeweils aus einem Mitglied der Familien der Servilier und einem der Fabier bestanden haben; der zweite Interrex (von Livius Marcus Fabius genannt) habe die Wahl von zwei Patriziern durchgesetzt, wogegen die Tribunen Einspruch eingelegt hätten; doch habe dies wegen der Wahl weiterer Interreges nur eine Verzögerung bedeutet, denn letztlich habe der achte Interrex (von Livius Marcus Fabius Ambustus genannt) doch zwei Patrizier zu Konsuln befördern lassen können. Der Historiker Friedrich Münzer glaubt, dass es nur ein Interrex-Paar Servilius und Fabius gab, das in der Darstellung des Livius verdoppelt wurde, und dass für die Namen aller anderen Interreges jene von patrizischen Konsuln, die seit der Etablierung der Licinisch-Sextischen Gesetze amtiert hatten, eingesetzt wurden und unhistorisch sind. Demnach könnte als wahrer Kern bestehen bleiben, dass die Patrizier, um dem wegen des Krieges noch nicht zurückgekehrten patrizischen Konsul Fabius die Abhaltung der Wahlen zu ermöglichen, den Eintritt eines Interregnums erzwangen; der erste Interrex war nur formal im Amt, da er auch nicht wählen lassen durfte, sondern er diente nur als Stellvertreter bis zur Heimkehr des Fabius, der dann als zweiter Interrex zwei Patrizier zu Konsuln kürte.
Diese patrizischen Konsuln konnten durchsetzten, dass sie im nächsten Jahr (354 v. Chr.) wieder zwei Patrizier zu Nachfolgern erhielten; neben Titus Quinctius Pennus Capitolinus Crispinus gelangte so Fabius zum dritten Mal zum Konsulat. Laut dem hier auf eine offenbar zuverlässige Quelle zurückgehenden Livius gelang Fabius die Einnahme von Tibur, dessen Einwohner Frieden schließen mussten. Außerdem führte er einen ähnlich siegreichen Feldzug gegen die Tarquinienser. Da diese 358 v. Chr. römische Gefangene in ihrer Heimatstadt ermordet und ihren Göttern geopfert hatten, ließ Fabius nun 358 vornehme Tarquinienser aus Vergeltung am Forum Romanum auspeitschen und hinrichten. Er soll auch den ersten Bündniskontrakt mit den Samniten geschlossen haben. Diodor berichtet ziemlich übereinstimmend mit Livius von den gleichen Ereignissen. Statt Tibur wurde laut Diodor aber Praeneste zum Frieden gezwungen. Beide Städte führten damals gemeinsame Kriege gegen die Römer, so dass sie leicht verwechselt werden konnten; die Angabe des Livius wird aber von einer in Ägypten auf einem Papyrus gefundenen Chronik und von den Triumphalakten bestätigt.
Vielleicht war der Einfluss des Fabius im Spiel, der sicher durch seine außenpolitischen Erfolge gestärkt worden war, dass 353 v. Chr. wieder ein Patrizierpaar Konsuln wurde. Dies wiederholte sich zwar im folgenden Jahr nicht, doch durften die neuen Konsuln nicht ihre Nachfolger wählen lassen. Stattdessen kam es Anfang 351 v. Chr. (ähnlich wie schon 355 v. Chr.) zu einem Interregnum; der erste Interrex durfte wieder nicht die Wahlen abhalten, sondern musste diese Aufgabe an den zweiten Interrex Fabius abtreten, der dann erneut ein patrizisches Konsulnpaar durchsetzte. Diese gegen das Licinisch-Sextische Gesetz verstoßende Aufrechterhaltung der Privilegien der Patrizier gelang Fabius, der diesmal als Diktator fungierte, bei den Konsulnwahlen für 350 v. Chr. nicht mehr.
Noch 325 v. Chr. soll Fabius am Leben gewesen sein und sich für seinen Sohn Quintus Fabius Maximus Rullianus eingesetzt haben, als dieser als Magister equitum auf Befehl seines Vorgesetzten, des Diktators Lucius Papirius Cursor, hingerichtet werden sollte. Dies stimmt zur Angabe, dass Fabius – wohl weil er nie als Zensor fungiert hatte und der älteste Konsular des Hochadels war – in einem unbekannten Jahr zum Princeps senatus ernannt wurde. Angeblich wurde er schließlich 322 v. Chr., als sein Sohn das erste Mal das Konsulat bekleidete, Magister equitum des Diktators Aulus Cornelius Cossus Arvina.